# Peitschenkreisel

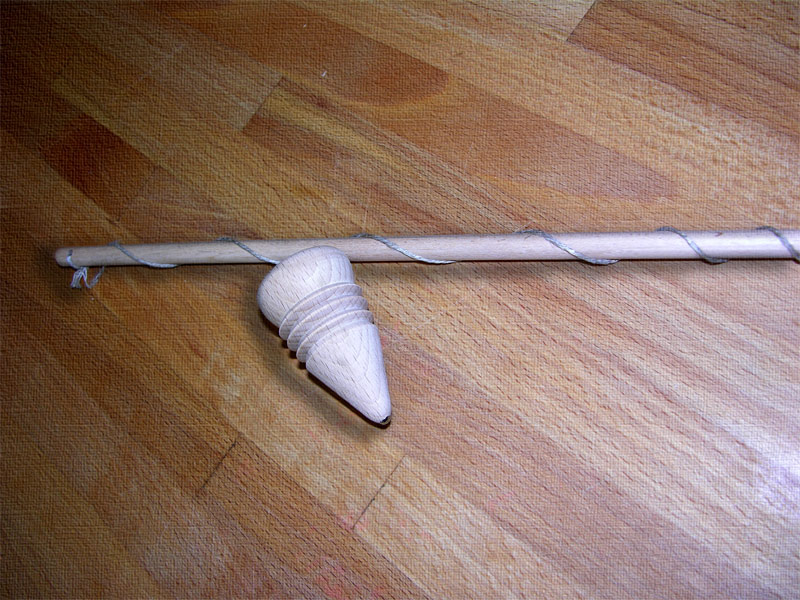
Ein Peitschenkreisel

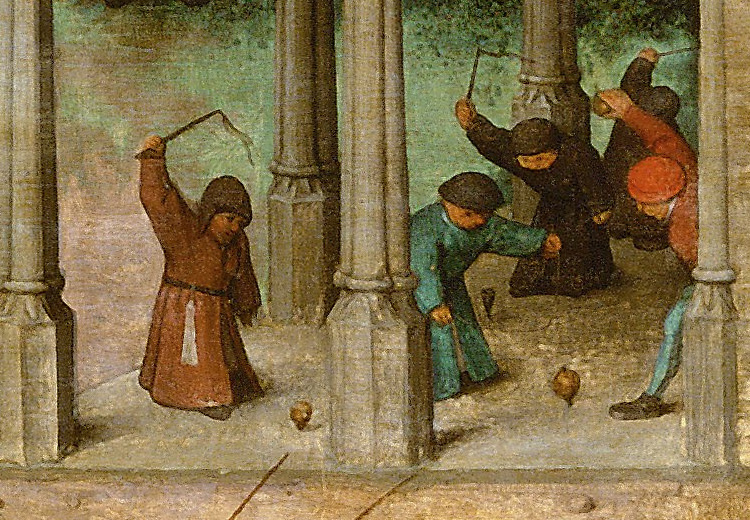
Kinder beim Kreiseln. Ausschnitt aus dem Kinderspielebild Pieter Bruegels d. Ä. (um 1560)

Peitschenkreisel (lokalsprachlich auch Doppisch, Dildop, Pindopp, Dilledopp, Triesel, Tanzknopf, Pitschendopp, Tüntje) ist die Bezeichnung für ein Kinderspielzeug und ein Kinderspiel.

## Das Spielzeug
Das Spielzeug besteht aus einem kegelförmigen Kreisel mit waagerecht eingekerbten, umlaufenden Rillen und einer Peitsche (einem Stab mit einer daran befestigten Schnur).

## Das Spiel
Das Spiel mit dem Peitschenkreisel ist spielhistorisch in Bild und Text häufig dokumentiert:
Der Kreisel wird zunächst mit der Schnur umwickelt, um ihn dann durch ein schnelles Abziehen der Peitsche in eine Rotation zu versetzen. Mit etwas Geschick kann er anschließend durch fortgesetzte Peitschenschläge weiter in der Drehbewegung gehalten werden.
Das Spiel kann allein oder mit Partner oder Gegner gespielt werden: Beim „Solo“ gilt es, den Kreisel ohne fremde Hilfe möglichst lange in Bewegung zu halten. Beim „Duett“ versetzen Partner dem Kreisel abwechselnd die zum Aufrechterhalten der Drehbewegung notwendigen Schläge. Bei der Wettkampfform können verschiedene Aufgaben gestellt werden, etwa, den Kreisel als erster über eine bestimmte Ziellinie, um Hindernisse, auf Schrägen oder Stufen zu treiben. Um die Rotationsbewegung zu erleichtern, wird das Spiel auf einem möglichst glatten Untergrund gespielt.

## Historische Entwicklung
Die Form des Peitschenkreisel und die Weise des Spielens mit ihm haben sich nach der historischen Rückverfolgung der Spielwissenschaftler Warwitz/Rudolf seit der ersten Erwähnung in der Spielesammlung Alfons X. von Kastilien im 13. Jahrhundert, der Darstellung im Romanzyklus Gargantua und Pantagruel bei François Rabelais aus dem Jahr 1535, den Abbildungen von Bruegel (1560), Comenius (1658) und Chodowiecki (1774) sowie den pädagogischen Angeboten von Basedow (1774) oder GutsMuths (1796) über die Jahrhunderte bis heute nicht geändert.
Das Orbis sensualium pictus (Die sichtbare Welt), oft auch verkürzt Orbis pictus genannt, von 1658 war ein in Europa vom 17. bis zum 19. Jahrhundert weit verbreitetes Jugend- und Schulbuch, welches das Spiel neben anderen in weiten Bevölkerungskreisen bekannt machte. Mit dem Didaktiker Comenius und den Philanthropen Basedow und GutsMuths hielt es dann auch in die Schulerziehung Einzug. Es taucht noch im pädagogischen Konzept des Turnvaters Friedrich Ludwig Jahn auf. In der Zeit nach dem Zweiten Weltkrieg noch häufig als Straßenspiel praktiziert, ist es aufgrund des Vordringens des elektronischen Spielens und der Verdichtung des Verkehrs heute aus dem öffentlichen Straßenraum weitestgehend verschwunden und wird in der Regel nur noch von traditionsbewussten Eltern und an der Wiedererweckung alten Spielguts interessierten Lehrern vermittelt.

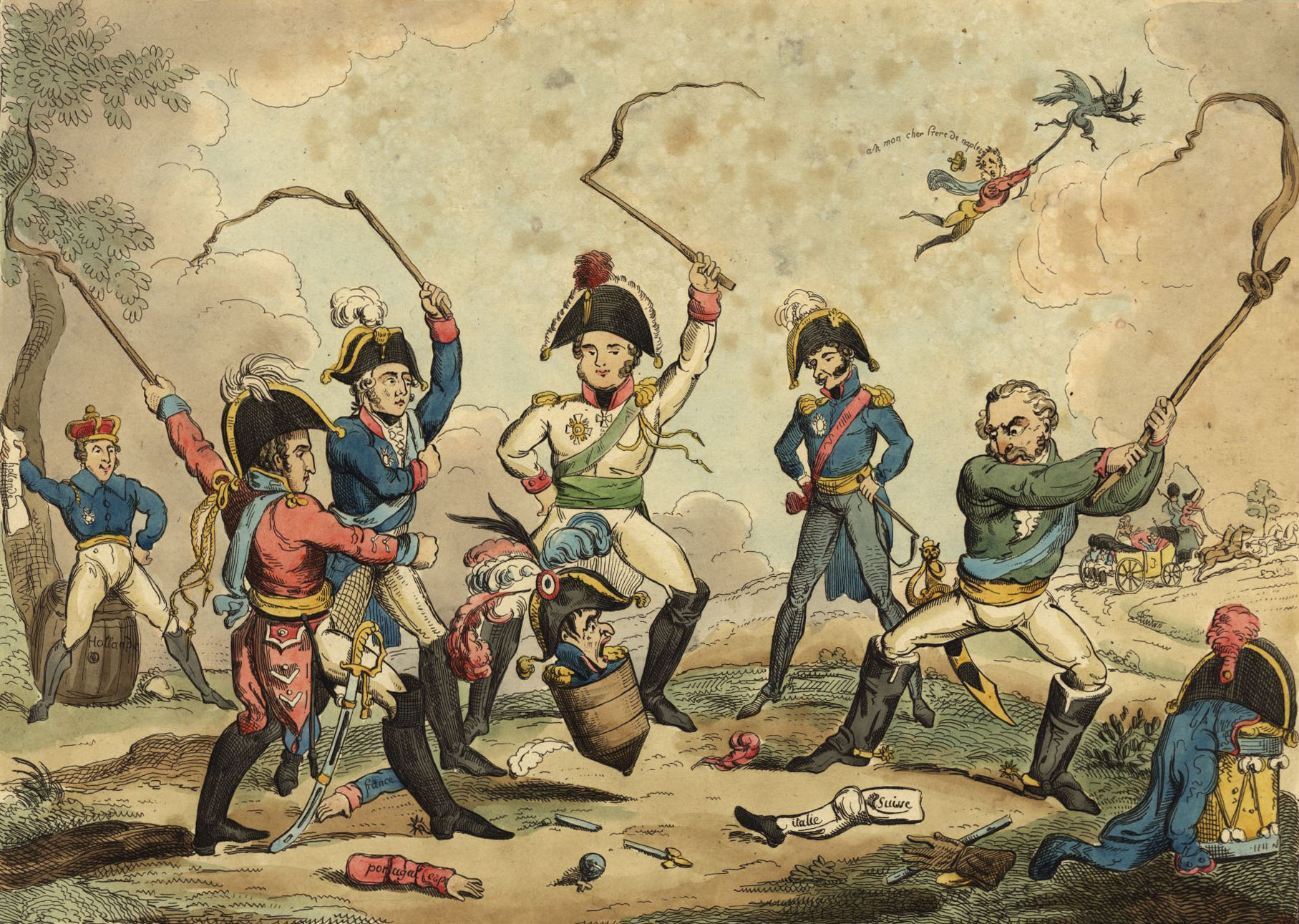
Napoleon Bonaparte als Spielkreisel der Kriegsgegner (Karikatur 1814)

## Bildmetaphorische Verwendung
Eine Karikatur von 1814 zeigt den Korsen Napoleon Bonaparte als Torso mit verlorenen Armen und Bein, als gequälte Kreatur in Form eines Kreisels, der von seinen siegreichen Feinden mit Peitschen im Kreise herumgetrieben wird.